# Imagine: John Lennon
Imagine: John Lennon es un documental publicado en 1988 que relata la carrera artística del músico británico John Lennon.
Imagine: John Lennon, abundante en material cinematográfico de Lennon y en la autonarración, fue un largometraje bien recibido por la crítica. Supone un resumen de la carrera artística de Lennon al presentar sus dos fases musicales, como miembro de The Beatles y como músico en solitario a partir de 1970. De forma adicional, se incluyen un par de materiales inéditos: una grabación casera y acústica del tema "Real Love", grabado en 1979 (una versión alternativa sería utilizada por el resto de The Beatles para su inclusión en el álbum de 1996 Anthology 2) y un ensayo del tema "Imagine" antes de grabarse la toma maestra.